# Francesco Ambrosi
Francesco Ambrosi (Borgo Valsugana, Trento, 17 de novembro de 1821 — Trento, 9 de abril de 1897) foi um bibliotecário, historiador e botânico italiano.

## Biografia
Como autodidata, sua educação foi conduzida  pelos seus pais, ricos agricultores, e pelo abade  Lorenzo Ambrosi, que exerceu  um grande poder sobre a família.
Dedicou seu tempo livre estudando  por conta própria às ciências naturais, dedicando-se  também ao estudo da história e da filosofia. Se apaixonou  particularmente pela botânica, que pôde estudar graças a ajuda de Francesco Facchini (1788-1852) e de Casimiro Sartorelli (1774-1852). Estudou especialmente a flora de  Valsugana e a da região de Trento.
Publicou numerosos trabalhos científicos, notadamente em  1851, quando publicou Prospetto delle specie zoologiche conosciute nel Trentino. Em 1853,  casou-se com Elisa Zanollo, união da qual nasceram oito filhos, cinco dos quais morreram com tenra idade. Em 1854, iniciou a redação do  trabalho  La flora del Tirolo meridionale que interrompeu em 1857 sem terminar. Um incêndio destruiu a sua casa com todos os seus arquivos e coleções.
Em 1858, participou da fundação da “Società del Museo di Storia Naturale”  ( Sociedade do Museu de História Natural ) em Trento, atualmente conhecida como   Museo Tridentino di Scienze Naturali (Museu Trentino de Ciência Natural) junto com  Stefano Bertolini (1832-1904), entomologista amador, Michele de Sardagna (1833-1901), os dois irmãos naturalistas Agostino Perini (1802-1878) e Carlo Perini (1817-1883), e outros.
Em  maio de  1864, foi chamado  para dirigir a biblioteca da cidade de Trento ao qual foi juntado o museu de antiguidades e de história natural. Na sua morte,  esta biblioteca já contava com quarenta mil volumes. A sua atividade de bibliotecário  levou-o  à  abandonar o estudo da botânica e consagrar-se ao estudo da história, da geografia e  da antropologia. Ambrosi também  aplicou-se na criação de um curso de história e literatura italiana e na fundação dos arquivos históricos da cidade de Trento. Abandonou as suas funções em 1896 sofrendo de uma doença cardiovascular que o matou alguns meses mais tarde.